# دابليو 9 (قناة تلفزيونية)
W9 ( 
نطق فرنسي: [dublevé nœf]
```

شعار W9 الثاني من 2005 إلى 2010

) هي شبكة تلفزيونية فرنسية متاحة من خلال التلفزيون الرقمي الأرضي TNT 
والأقمار الصناعية
 
وADSL
 . وهي شركة تابعة لمجموعة M6 ؛ تم اختيار اسم W9 للقناة لأن "W9" هو نسخة 
متطابقة مكتوبة
 مكافئة لـ "M6" ، ولأنها كانت شبكة البث التاسعة في البلاد.
```

## تاريخ
اخترع Les Inconnus اسم W9 في أوائل التسعينيات بشعار من برنامج موسيقي على قناة إم 6 في ذلك الوقت ، مع كون الشعار نسخة مقلوبة من إم 6. يصور الرسم التفاعل بين روكسان (الذي يؤديه باسكال ليجيتيموس ) بلكنة أمريكية تريد أن تسأل ميشيل (يلعبه برنارد كامبان ) عن اسم مقتطف الأغنية التي تم تشغيلها.
قبل الحصول على ترخيص بث أرضي ، كانت W9 عبارة عن إم 6 ميوزيك، وهي قناة فضائية تم إطلاقها في 1 مارس 1998. تم استبدال القناة بـ إم 6 ميوزيك هيتس في اليوم الذي تم فيه إطلاق W9. دابليو 9 هي واحدة من أولى القنوات الأرضية الفرنسية ( DVB-T الفرنسية).

## برمجة

### برامج المجلات الموسيقية
- vos مقاطع
- hHit
- génération Hit machine [الإنجليزية]
- génération top 50 [الإنجليزية]
- التصنيف الإلكتروني
- استيقظ
- W9 يضرب
- موهبة توت نيوف

### برامج المجلات
- enquête d'action [الإنجليزية] ، برنامج مجلة المجتمع
- enquêtes criminelles : le magazine des faits divers [الإنجليزية] ، برنامج مجلة القتل
- Au Cœur de l'étrange ، برنامج مجلة خوارق
- Vies croisées ، برنامج مجلة الحياة
- توربو ، برنامج مجلة المحرك
- Fan de stars ، برنامج مجلة المشاهير
- بارفيه قبل التقديم

### برامج الواقع
- مطبخ Cauchemar en (إصدار الولايات المتحدة والمملكة المتحدة من Kitchen Nightmares )
- فندق الجحيم (نسخة أمريكية من فندق Hell )
- Le Convoi de l'extrême (النسخة الأمريكية من Ice Road Truckers )
- رجال الفأس (نسخة أمريكية من رجال الفأس )
- شعب المستنقع: chasseurs de croco
- Les Marseillais في ميامي
- Les Chtis à ibiza
- Les Chtis font du ski
- Les Chtis débarquent à Mykonos
- Les Chtis في لاس فيغاس
- La Meileure Danse (الرقص يساهم)
- Popstars (مساهمات الأغاني)
- Les Marseillais vs le reste du monde

### مسلسل
الآن
- عملاء الدرع
- الجميلة والوحش
- بن وكيت
- العقول الإجرامية: سلوك المشتبه به
- إمبراطورية
- مرح
- كاميلوت
- اكذب علي
- مالكولم
- واسطة
- سمولفيل
- مشروب غازي
- أبناء الفوضى
- سبارتاكوس : Le Sang des gladiateurs
- سبارتاكوس : Les Dieux de l'arène
- سبارتاكوس : الانتقام
- الباحث
- الفسح
- Un gars، une fille

### رسوم متحركة للبالغين
- الفتاة جديدة
- ذا سمبسونز (2 يناير 2006 - حتى الآن)
- زوجتي وأطفالي
- مالكولم في الوسط (5 مارس 2007-27 يوليو 2018)
- SODA (فرنسي)
- ساوث بارك (2 مايو 2008 - حتى الآن)

### برامج الجوتئز
- W9 الموسيقى الحية
- تجربة M6 DJ
- مسابقة لعبة M6

## الاشتراك
|      | يناير | شهر فبراير | يمشي | أبريل | يمكن | يونيو | يوليو | أغسطس | سبتمبر | اكتوبر | شهر نوفمبر | ديسمبر | المتوسط السنوي |
| ---- | ----- | ---------- | ---- | ----- | ---- | ----- | ----- | ----- | ------ | ------ | ---------- | ------ | -------------- |
| 2007 |       |            |      |       | 0.8٪ | 1.0٪  | 0.9٪  | 0.9٪  | 1.1٪   | 1.1٪   | 1.2٪       | 1.3٪   | 0.9٪           |
| 2008 | 1.4٪  | 1.6٪       | 1.6٪ | 1.7٪  | 1.8٪ | 1.9٪  | 1.5٪  | 1.5٪  | 2.0٪   | 2.1٪   | 2.3٪       | 2.2٪   | 1.8٪           |
| 2009 | 2.3٪  | 2.2٪       | 2.3٪ | 2.4٪  | 2.4٪ | 2.4٪  | 2.2٪  | 2.6٪  | 2.5٪   | 2.8٪   | 2.8٪       | 2.9٪   | 2.5٪           |
| 2010 | 2.7٪  | 2.7٪       | 2.8٪ | 3.0٪  | 3.0٪ | 3.0٪  | 3.0٪  | 3.0٪  | 3.1٪   | 3.0٪   | 3.1٪       | 3.2٪   | 3.0٪           |
| 2011 | 3.4٪  | 3.3٪       | 3.1٪ | 3.2٪  | 3.1٪ | 3.1٪  | 3.2٪  | 3.8٪  | 3.4٪   | 3.5٪   | 3.6٪       | 3.5٪   | 3.4٪           |
| 2012 | 2.9٪  | 3.2٪       | 3.0٪ | 3.2٪  | 3.1٪ | 3.3٪  | 3.3٪  | 3.3٪  | 3.5٪   | 3.6٪   | 3.3٪       | 3.1٪   | 3.2٪           |
| 2013 | 3.4٪  | 3.3٪       | 2.8٪ | 2.9٪  | 2.9٪ | 3.0٪  | 3.0٪  | 3.1٪  | 2.8٪   |        |            |        |                |

## التوفر على الأقمار الصناعي
- يوتلسات 5 ويست أ (سابقًا أتلانتيك بيرد 3)
- Eutelsat 9A (Eurobird 9A سابقًا)
- Eutelsat Hot Bird 13A (Hotbird 6 سابقًا)
- أسترا 1N

## روابط خارجية
- الموقع الرسمي باللغة الفرنسية